# Americuma heardi
Americuma heardi är en kräftdjursart som först beskrevs av Mihai Bacescu 1979.  Americuma heardi ingår i släktet Americuma och familjen Leuconidae.
Artens utbredningsområde är Mexikanska golfen. Inga underarter finns listade i Catalogue of Life.